# Formica schardj
Formica schardj é uma espécie de formiga do gênero Formica, pertencente à subfamília Formicinae.